# Herb gminy Obsza
Herb gminy Obsza – jeden z symboli gminy Obsza, autorstwa Roberta Szydlika, ustanowiony 11 listopada 2016.

## Wygląd i symbolika
Herb przedstawia na tarczy w polu czerwonym dwie kopie w krzyż skośny, złote, na nich takaż trzecia na opak w słup a pod nimi róg myśliwski złoty. 
Dwie kopie w krzyż skośny, złote, na nich takaż trzecia na opak w słup to herb Jelita – godło to nawiązuje do faktu, że cały obszar dzisiejszej gminy od 1589 r. aż do reformy uwłaszczeniowej w 1864 r. należał do Ordynacji Zamojskiej. Róg myśliwski złoty nawiązuje do tego, że zaczątkiem późniejszej osady Zamch miał być założony tu w XIV w. dwór myśliwski (królewski). Nie wiadomo, którzy władcy tu polowali, ale pozostał w źródłach pewny przekaz o polowaniu, w którym na zaproszenie Jana Zamoyskiego brał udział 8–9 maja 1578 r. Stefan Batory. Kolor tarczy czerwony jest taki sam jak w herbie Jelita, którym pieczętowali się Zamoyscy.